# Louis Eisenmann
Joachim Louis Eisenmann (* 17. Juli 1869 in Haguenau, Département Bas-Rhin; † 14. Mai 1937 in Paris) war ein französischer Historiker, vor allem für die Geschichte Ostmitteleuropas, und Slawist. Er lehrte von 1922 bis zu seinem Tod als Professor für Geschichte und Zivilisation der Slawen an der Universität Paris.

## Leben
Eisenmann entstammte einer jüdischen Familie aus dem Elsass. Sein Geburtsort Haguenau (Hagenau) gehörte bis zum Deutsch-Französischen Krieg 1870/71 zu Frankreich und danach zum Deutschen Reich. Sein Vater, ein Händler, entschied sich jedoch, Franzose zu bleiben, und zog deshalb mit seiner Familie nach Dijon. Louis Eisenmann besuchte dort von 1877 bis 1886 das örtliche Lycée, anschließend noch zwei Jahre das renommierte Lycée Louis-le-Grand in Paris. Dann nahm er zunächst ein Studium an der geisteswissenschaftlichen Fakultät von Paris (Sorbonne) auf, bevor er 1889 an der Pariser École normale supérieure aufgenommen wurde. Drei Jahre später bestand er die Agrégation (Staatsprüfung für das höhere Lehramt) im Fach Geschichte als achtbester seines Jahrgangs und gewann ein Stipendium für einen zweijährigen Studienaufenthalt in Deutschland. 1893 schloss er noch eine Licence in Rechtswissenschaft ab.
In den folgenden Jahren unternahm er mehrere Forschungsreisen ins damalige Österreich-Ungarn (1894–96, 1898, 1901 und 1905). Er heiratete 1901 Laure Alexandrine Lyon-Caen, die Tochter des Juraprofessors Charles Lyon-Caen. Das Paar bekam drei Kinder. Nach seiner Promotion zum Doktor des Rechts mit einer Dissertation über den Österreichisch-Ungarischen Ausgleich (1904) bekam Eisenmann 1905 einen Lehrauftrag für Neuere und Neueste Geschichte an der Universität Dijon. Als Lehrbeauftragter für ungarische Sprache und Literatur wechselte er 1913 an die Sorbonne nach Paris. Im Ersten Weltkrieg wurde er 1914 zum politischen Dienst im Grand Quartier Général eingezogen, wo er aufgrund seiner Sprach- und Landeskenntnisse österreichisch-ungarische Zeitungen sichtete und analysierte.
Eisenmann beschäftigte sich vor allem mit den Problemen der österreichisch-ungarischen Monarchie und trat für die Rechte der nationalen Minderheiten ein. 1916 gründeten Jan Masaryk und Edvard Beneš in Paris den Nationalrat der tschechischen Länder (Conseil national des pays tchèques). Nahezu gleichzeitig gründete Eisenmann zusammen mit Louis Léger und Ernest Denis das Comité national d’études, das für die Unabhängigkeit Tschechiens eintrat, die mit der Ausrufung der Tschechoslowakischen Republik Ende Oktober 1918 Wirklichkeit wurde. Am Ende des Krieges nahm er bis 1920 als politischer Berater an der Militärmission des Generals Maurice Pellé in Prag teil; Frankreich unterstützte in dieser Zeit den Aufbau der Streitkräfte der neugegründeten Tschechoslowakei.
Zurück in Paris übernahm Eisenmann 1920 einen Lehrauftrag für Neuere und Neueste Geschichte. Im selben Jahr wurde er Generalsekretär des von Ernest Denis initiierten, an der Pariser Universität angesiedelten Institut d'études slaves (Instituts für slawische Studien), das die Tschechoslowakei- und Jugoslawien-freundliche Politik der Französischen Republik wissenschaftlich begleitete. Mit einer Schrift über die Tschechoslowakei (La Tchécoslovaquie) wurde er 1921 zum Docteur ès lettres promoviert, der damals höchsten akademischen Qualifikation in Geisteswissenschaften. Als Experte der französischen Delegation nahm Eisenmann 1922 an der Konferenz von Genua teil.
Zu Jahresbeginn 1922 wurde er zum Professor für Geschichte und Zivilisation der Slawen an der Universität Paris ernannt. Daneben war er ab 1924 Herausgeber der Fachzeitschrift Le monde slave und ab 1926 der Revue historique. Ab 1925 war Eisenmann zusätzlich Direktor des Institut français „Ernest Denis“ in Prag. Als Repräsentant des Office Nationale des Universités et des Écoles Françaises (ONUEF) setzte er sich in den 1920er-Jahren für den deutsch-französischen Austausch von Dozenten und Studierenden ein. Seine vorgenannten akademischen Funktionen hatte er bis zu seinem Tod 1937 inne.
Eisenmanns Sohn Charles hielt sich 1926 und 1927 für seine juristische Dissertation an der Universität Wien auf und wurde später Professor für Öffentliches Recht an den Universitäten Straßburg und Paris.
Die Korrespondenz Louis Eisenmanns mit Gottfried Salomon wird im International Institute of Social History aufbewahrt.

## Schriften (Auswahl)
- Le compromis austro-hongrois de 1867, Paris 1904, Nachdruck 1969.
- Le régime des cultes en Autriche et en Hongrie. 1905.
- Recueil d'études en hommages, Ndr. 1977
- Louis Eisenmann, E. Bourgeois, E. Fournol, G. Bouniols, H. Lorin, A. Dumaine, General Weygand, J. Cambon, Ch. Laurent, G. Leygues, Les problèmes de l’Europe centrale. Conférences organisées par la sociétée des anciens élèves et élèves de l’école, Alcan, 1923